# 언양 부로산봉수대
언양 부로산봉수대(彦陽 夫老山烽燧臺)는 울산광역시 울주군 삼남면에 있는 봉수대이다. 1998년 10월 19일 울산광역시의 기념물 제16호로 지정되었다.

## 개요
봉수는 과거 통신수단이 발달하지 못하였던 시대의 군사통신제도이다. 조망이 양호한 산정에서 밤에는 횃불로, 낮에는 연기로 국경과 해안의 안위를 중앙에 알리기 위한 목적으로 설치되었다.
봉수제가 성립된 것은 1149년(고려 의종 3)으로, 1급에서 4급의 봉수 거화수(炬火數)를 규정하고, 봉수군의 생활대책을 마련해 주었다. 조선 세종대에 이르러 그 체제가 정비되었다. 5거 거화수 등 관계 규식 마련, 각 도 연변의 연대(烟臺) 축조, 봉수선로 획정 등을 통해 그 면모를 새롭게 하였다. 각 봉수에는 오장(伍長)과 봉수군(烽燧軍)이 교대로 근무하면서, 평상시에는 한 홰[烽], 적이 나타나면 두 홰, 적이 국경에 접근하면 세 홰, 적이 국경을 넘어오면 네 홰, 적과 접전하면 다섯 홰의 봉수를 올리도록 하였다. 1894년(고종 31)에 전보통신이 보급되면서 폐지가 결정되었고, 다음해 각처 봉대와 봉수군을 폐지함으로서 모든 봉수제는 폐지되었다.
봉수는 성격에 따라 경봉수(京烽燧)․내지봉수(內地烽燧)․연변봉수(沿邊烽燧)로 구분된다. 경봉수는 전국의 모든 봉수가 집결하였던 중앙봉수로서 서울 목멱산(木覓山)에 위치하여 목멱산봉수 또는 남산봉수라고 불렀다. 연변봉수는 해륙 변경(海陸邊境)의 제1선에 설치하여 연대라 하였으며, 내지봉수는 연변봉수와 경봉수를 연결하는 중간봉수로서 수적으로 다수였다.
삼남면 교동리 봉화산(해발391m) 정상에 위치한 부로산봉수는 남쪽의 양산 위천봉수에서 신호를 받아 북쪽의 소산봉수(두서면 서하리)로 신호를 전하는 역할을 한 내지봉수이다. 대응 봉수노선의 거리는 남쪽 위천봉수와는 15.36㎞, 북동쪽 소산봉수와는 9.3㎞이다. 현재 울산지역의 봉수 중 가장 높은 곳에 입지하고 있으며, 언양읍성과도 인접하고 있다.
『헌산지(獻山誌)』의 기록에서 부로산봉수의 비치물목이 확인된다. 거화(擧火)시설과 거화를 위한 재료, 무기류 등이 나타나 있어, 시설현황 및 운영체계를 알 수 있다. 또한 봉수군의 생활에 필요한 기와집 4칸이 존재하였는데 각종 물자를 보관하고 봉수군이 거주하던 건물로 추정이 된다.

## 참고 자료
- 언양 부로산봉수대 - 국가유산청 국가유산포털